# Jacob de Jongh
Jacob Aaldert de Jongh (Herwijnen, 3 januari 1937 – Nieuwegein, 29 mei 1998) was een Nederlands politicus van het CDA.
Hij begon zijn ambtelijke loopbaan in 1953 als volontair bij de gemeente Herwijnen. In 1959 ging hij werken bij de gemeente Rijnsburg en in 1961 werd hij waarnemend chef van de afdeling financiën van de gemeente De Lier. Drie jaar later volgde zijn benoeming tot chef van de afdeling financiën van Boskoop en in midden 1971 werd hij de gemeentesecretaris van Nieuwkoop. In maart 1980 werd De Jongh burgemeester van de gemeenten Asperen en Heukelum, die bij de fusie op 1 januari 1986 met de gemeenten Herwijnen en Vuren opgingen in de nieuwe gemeente Vuren (een jaar later hernoemd tot de gemeente Lingewaal). Op die datum werd hij de burgemeester van die fusiegemeente en in 1988 was hij daarnaast nog enkele maanden waarnemend burgemeester van Neerijnen. De Jongh ging in juni 1994 vervroegd met pensioen en vier jaar later overleed hij op 61-jarige leeftijd. In Herwijnen is een straat naar hem vernoemd.